# Українська федерація хокею на роликах
Українська федерація хокею на роликах (англ. Ukrainian Federation of Roller Hockey, скорочена абревіатура UFRH, УФХР) — керівний орган хокею на роликах; організація, що об'єднує регіональні федерації цих видів спорту в Україні. Федерація займається організацією та проведенням регіональних хокейних турнірів, а також формує рейтинг хокейних клубів України. УФХР створена для сприяння розвитку в Україні хокею на роликах як одного з роликових видів спорту, у відповідності з метою, завданнями та регламентними вимогами щодо занять цим видом спорту. Ця федерація приймає на себе право представляти хокей на роликах України в міжнародних змаганнях та заходах, на організацію та проведення офіційних національних та міжнародних змагань на території України з усіх різновидів хокею на роликах.

## Історія
Хокей на роликах — динамічний та захоплюючий вид спорту.
Перші спроби поєднати в Україні ролики, ключку, м'яч чи шайбу були зроблені ще на початку 2000-х років. В основному гра відбувалась на любительському рівні. Все ж окремі спроби надати хокею на роликах визнання безперечно були. Але завжди були на шляху розвитку різні перешкоди.
З ініціативи клубів міст Києва, Одеси, Луцька та Кривого Рогу в липні 2017 року в державі створено Українську федерацію хокею на роликах, що об'єднала усіх прихильників «нового» виду спорту. Найближча мета — офіційне визнання державою виду спорту як хокей на роликах.
Наразі хокей на роликах в Україні вже має свою невелику історію. Країна отримала своїх перших чемпіонів. Все більше гравців долучаються до тренувань та змагань. Зростає число вболівальників.
2004 р. — Хокей на роликах з'явився в Україні як любительський вид спорту.
2005 р. — 2015 р. — Проведення в регіонах України любительських турнірів, організаторами яких були роллери.
2015 р. — Будівництво багатофункціонального майданчика в житловому масиві Березняки, м. Київ.
2016 р. — Проведення першого Чемпіонату України з хокею на роликах з м'ячем за сприяння Української федерації роликового спорту (6 міс.). Участь Національної команди у Чемпіонаті Європи з хокею на роликах з м'ячем.
2017 р. — П'ятьма спортивними клубами засновано ГС «Українська федерація хокею на роликах» (УФХР).
2017 р. — Будівництво роллермайданчика у СК Лівобережний, м. Київ. Вступ УФХР до IISHF (Міжнародної федерації з хокею на роликах). Проведення другого Чемпіонату України з хокею на роликах під егідою Української федерації хокею на роликах (6 міс.).
2018 р.  — Будівництво роллерхокейного майданчику в місті Українка в Київській області. Президента УФХР обрано Віце-президентом IISHF. Проведення третього Чемпіонату України з хокею на роликах під керівництвом УФХР (6 міс.). Участь Національної команди в Чемпіонаті Європи з хокею на роликах з м'ячем.
2019 р.  — Старт будівництва роллермайданчика в мікрорайоні Русанівка, м. Київ.
2020 р. - Закінчення будівництва роллермайданчика в мікрорайоні Русанівка, м. Київ.
2020 р. — Проведення п'ятого Чемпіонату України з хокею на роликах під керівництвом УФХР.

## Цілі та завдання
- Основною метою УФХР є розвиток в Україні хокею на роликах та захист інтересів членів УФХР та спортсменів цієї спортивної дисципліни;
- Основними завданнями УФХР є формування здорового способу життя, розвитку фізичних і морально — вольових якостей громадян до роликових видів спорту, підвищення спортивної та професійної майстерності громадян України, тренерів, суддів, інших фахівців з питань хокею на роликах;

- УФХР розробляє календарі спортивних заходів і положення про змагання з хокею на роликах;
- УФХР організовує і проводить спортивні змагання, навчально-тренувальні збори, спортивні та культурно-спортивні заходи для членів УФХР та запрошених іноземних команд, спортсменів і фахівців, бере участь у матеріально-технічному та фінансовому забезпеченні цих заходів;

- Українська федерація хокею на роликах бере участь у здійсненні заходів з питань сертифікації, будівництва та експлуатації спортивних споруд з хокею на роликах, розширення виробництва та розповсюдження спортивного обладнання, інвентарю, приладів, технічних засобів;

- Аналізувати і підбивати підсумки розвитку хокею на роликах, організувати роботу з підвищення кваліфікації тренерів, суддів та інших фахівців хокею на роликах, затверджувати зразки офіційної, пам'ятної, сувенірної, призової атрибутики УФХР, організовувати їх виготовлення; ;

- Для виконання своїх статутних завдань, Українська федерація хокею на роликах створює робочі органи-комітети, комісії, в тому числі на постійній основі;

- Вносити до державних органів пропозиції з питань розвитку в Україні хокею на роликах.

## Склад правління
- До складу правління входять:

1. Президент федерації —  Поддубни Андре
2. Виконавчий директор — Басараб Андрій
3. Директор з комунікацій — Ткач Олександр
4. Директор з проведення змагань - Дикий Роман
5. Директор з розвитку - Вадим Кир'ян
6. Головний суддя УФХР - Говорун Олександр

- За посадою до складу Правління входить Голова комісії атлетів (з правом дорадчого голосу).
- Обраний склад Правління УФХР на своєму першому засіданні обирає з-поміж себе віцепрезидента УФХР.
- Віцепрезидент надає допомогу Президенту федерації в організації роботи Правління, та виконує функції голови на засіданнях Правління в разі відсутності Президента. Віцепрезидент виконує обов'язки голови Правління під час тривалої (понад 15 календарних днів) відсутності Президента, на підставі відповідного наказу останнього.

- Правління обирає секретаря Правління зі свого складу на кожному своєму засіданні.

## Керівні органи
- Вищим керівним органом УФХР є Конференція, участь у якій беруть делегати, обрані від кожного члена УФХР за відповідною квотою. На першій (установчій) конференції УФХР участь беруть лише представники юридичних осіб — засновників, кожен з яких наділений одним голосом при голосуванні питань порядку денного.

- Конференція скликається Правлінням УФХР один раз на рік, як правило — у квітні місяці. Дата і місце проведення конференції та її порядок денний визначаються Правлінням.

- Правління УФХР зобов'язане визначити та оприлюднити дату проведення чергової Конференції УФХР не пізніше як за 60 календарних днів до обраної дати.

- Правління повинно сформувати проект порядку денного чергового засідання Конференції та надіслати цей проект на офіційну електронну поштову скриньку всім членам УФХР у термін, не пізніше як за 30 днів до дати проведення Конференції.

- Пропозиції щодо порядку денного Конференції можуть надсилатися членами УФХР на офіційну електронну поштову скриньку Секретаріату УФХР не пізніше як за 15 днів до дня її проведення . Про усі такі пропозиції Секретаріат невідкладно направляє електронне повідомлення на поштові скриньки усіх членів УФХР для відома.

- Остаточний порядок денний затверджує Конференція УФХР на своєму засіданні.
- Одночасно з призначенням дати чергової конференції Правління має чітко визначити кворум наступної Конференції та затвердити квоту представництва делегатів та Конференцію для кожного член а УФХР. При цьому за основу приймається наступний принцип визначення квот делегатів КОНФЕРЕНЦІЇ: кількість голосів клубу на щорічній Конференції залежить від кількості команд, які цей клуб виставив для участі в офіційних змаганнях під егідою УФХР у поточному році .

- Члени УФХР-клуби направляють для участі в Конференції одного делегата, який наділяється одним голосом за кожну спортивну команду, яку цей клуб сформував. Крім цього, у випадку існування на відповідній території зареєстрованої регіональної федерації, така федерація також має право обрати на Конференцію одного свого делегата з одним ухваленим голосом.

- Підтвердження прізвищ своїх делегатів регіональні федерації та члени здійснюють шляхом надсилання електронного повідомлення до Секретаріату УФХР не пізніше ніж за сім робочих днів до Конференції. Один делегат не може мати більш як п'ять голосів при голосуванні.

## Особливості хокею на роликах
На відмінну від хокею на льоду, в хокей на роликах грають на гладких, не слизьких майданчиках. Згідно з технічними правилами, може бути використана деревина, бетон та інші матеріали. Розміри майданчиків повинні мати співвідношення 2:1. Мінімальні розміри 15 на 30 м, максимальні 30 на 60 м. Дозволяються відхилення від встановлених розмірів з 10%-ю похибкою. На міжнародних змаганнях з участю збірних використовують майданчики 20 на 40 м. Для гри використовують роликові ковзани (квади) з парною установкою коліс з гумовим стрижнем попереду — для відштовхування та гальмування. Замість звичайної шайби для хокею, використовують м'яч діаметром 67 мм і вагою 106 г. Також, замість стандартної ключки для хокею на льоду, використовується флорбольна ключка вагою 250 гр. За рахунок малої ваги та особливостям конструкції, вона є безпечнішою та зручнішою, на відмінну від ключки для хокею на льоду.
Перевагою над традиційним зимовим хокеєм є всесезонність хокею на роликах. Тренування та змагання можна провести як у залі, так і на вулиці, навіть на мінімально пристосованих майданчиках. Це також здешевлює заняття хокеєм на роликах, що не менш важливо.

## Арени

### м. Київ, мікрорайон Березняки
- Адреса — пр-т Павла Тичини, 28Б

- Рік відкриття — 2015 р.

- Розмір поля — 20м Х 37,5м

- Тип покриття — Latex Lite

- Тип майданчику — Відкритий

- Місць для глядачів — 250 чол.

### м. Київ, метро «Лівобережна»
- Адреса — вул. Є. Сверстюка, 23Б

- Клуб — Тельбін Райдерз

- Рік відкриття — 2017 р.

- Розмір поля — 20м Х 40м

- Тип покриття — Шліфований бетон

- Тип майданчику — Накритий

- Місць для глядачів — 100 чол.

### м. Українка, Київська область
- Адреса — вул. Соснова, 6

- Клуб — Соми

- Рік відкриття — 2017 р.

- Розмір поля — 25м Х 50м

- Тип покриття — Шліфований бетон

- Тип майданчику — Відкритий

- Місць для глядачів — 100 чол.

### м. Київ, мікрорайон Русанівка
- Адреса — вул. І. Шамо, 19/1

- Рік відкриття — 2019 р.

- Розмір поля — 20м Х 340м

- Тип покриття — Шліфований бетон

- Тип майданчику — Відкритий

- Місць для глядачів — 200 чол.

### м. Камінь-Каширський, Волинська область
- Адреса — вул. Воля, 4

- Рік відкриття — 2019 р.

- Розмір поля — 25м Х 50м

- Тип покриття — Шліфований бетон

- Тип майданчику — Відкритий

- Місць для глядачів — 200 чол.

## Збірна
20 листопада 2019 року, збірна України вирушила на турнір з роликового хокею з м'ячем, який відбувся в містечку Росмезон (Швейцарія) з 22 по 25 листопада 219 року. Збірна України боролася з п'ятьма збірними командами Швейцарії, Австрії, Данії, Великої Британії, Німеччині.

## Клуби
Південна Пальміра — Одеса.
Тельбін Райдерз — Київ.
Ракети — Луцьк.
Вовки — Бровари.

## Змагання

### Національний чемпіонат
Національний Чемпіонат України серед дорослих проводиться між командами клубів-членів УФХР за Правилами гри з хокею на роликах з м'ячем, відповідно Регламенту змагань та Регламенту чемпіонату, затверджених УФХР. Ігри дорослих команд передбачають чистий фізичний контакт гравців (пункт 8.9.1 Правил гри). Бійки чи зайва жорсткість суворо караються. Докладніше про найближчі змагання [Архівовано 21 квітня 2019 у Wayback Machine.]

### Ветерани
Чемпіонат України серед ветеранів проводиться між командами клубів-членів УФХР за Правилами гри з хокею на роликах з м'ячем, відповідно Регламенту змагань та Регламенту чемпіонату, затверджених УФХР. Ігри ветеранських команд НЕ передбачають чистого фізичного контакту гравців (пункт 8.9.2 Правил гри). Бійки чи зайва жорсткість суворо караються. Докладніше про найближчі змагання [Архівовано 21 квітня 2019 у Wayback Machine.]

### U-16
Чемпіонат України серед юнаків віком від 10 до 15 років проводиться між командами клубів-членів УФХР за Правилами гри з хокею на роликах з м'ячем, відповідно Регламенту змагань та Регламенту чемпіонату, затверджених УФХР. Ігри юнацьких команд передбачають чистий фізичний контакт гравців (пункт 8.9.1 Правил гри). Бійки чи зайва жорсткість суворо караються. Докладніше про найближчі змагання [Архівовано 21 квітня 2019 у Wayback Machine.]

### U-10
Чемпіонат України серед юнаків віком від 7 до 9 років проводиться між командами клубів-членів УФХР за Правилами гри з хокею на роликах з м'ячем, відповідно Регламенту змагань та Регламенту чемпіонату, затверджених УФХР. Ігри дитячих команд НЕ передбачають чистого фізичного контакту гравців (пункт 8.9.2 Правил гри). Бійки чи зайва жорсткість суворо караються. Докладніше про найближчі змагання [Архівовано 21 квітня 2019 у Wayback Machine.]